# イオンモール成田

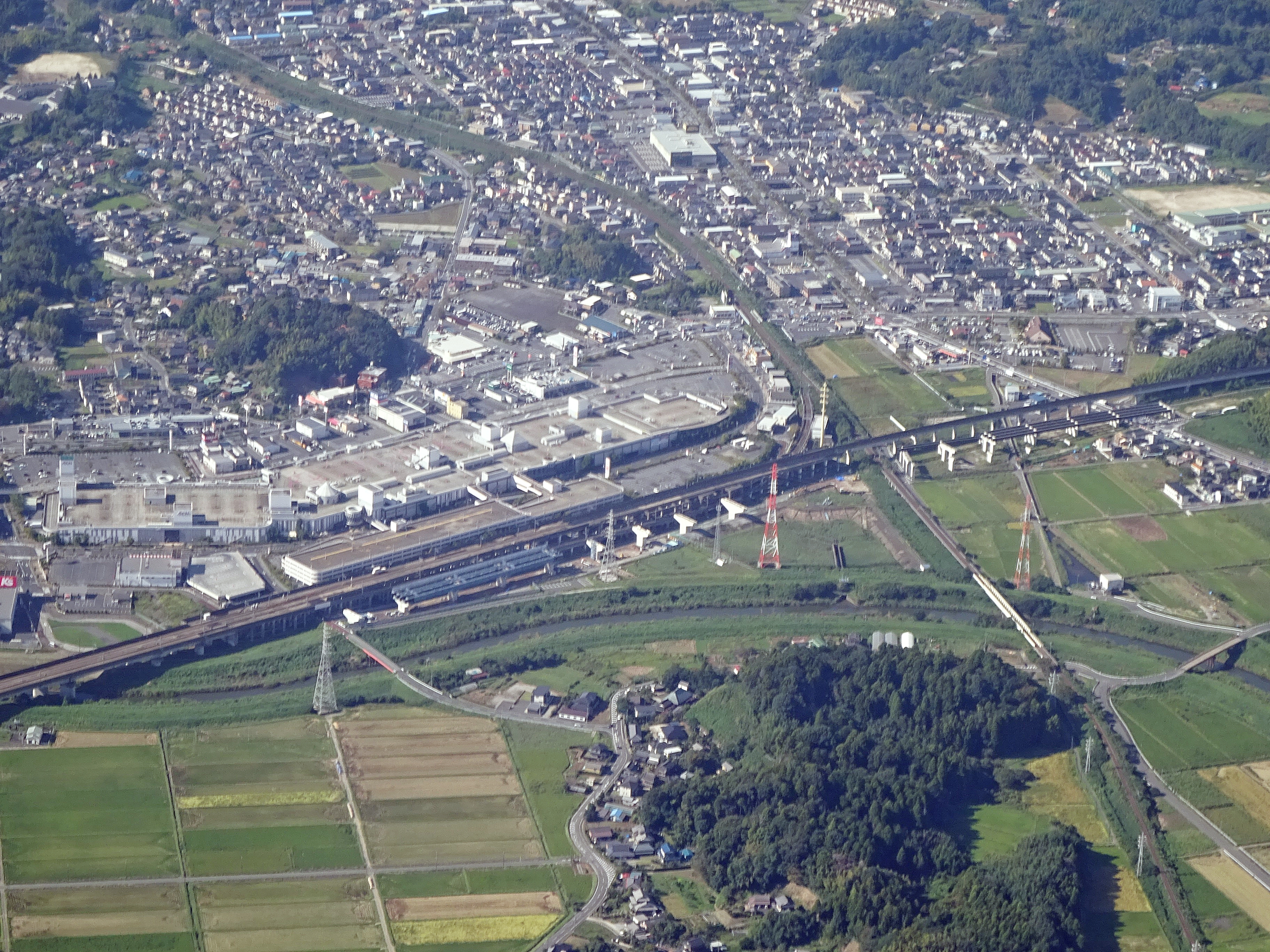
イオンモール成田と成田線空港支線分岐点付近を空撮（2023年）

イオンモール成田（イオンモールなりた）は、千葉県成田市ウイング土屋に所在するイオンモール株式会社運営のモール型ショッピングセンターである。成田国際空港の近隣施設としてインバウンド需要を取り込んでいる。

## 概要
成田国際空港から約5キロメートル、成田市土屋山ノ崎（現在の成田市ウイング土屋）の商業用地に2000年（平成12年）3月18日にグランドオープンした。敷地面積135,771平方メートル。店舗面積71,808平方メートル（オープン時65,276平方メートル）。地上2階建て。東西約580メートル、南北約80メートル。駐車場は4,000台（オープン時3,500台）収容可能の大型ショッピングモールである。ハートビル法認定店舗。
成田空港に近いという場所柄もあり、成田空港周辺のホテルに宿泊する乗り継ぎ客や乗務員、成田空港に勤務する航空会社の社員を中心とした外国人の買い物客も多く、マロウドインターナショナルホテル成田・ホテル日航成田・アートホテル成田など主要ホテルとの間の巡回バスも運行されている。また、成田空港が主催するトランジットツアーの目的地の一つともなっている。
2019年には全店舗の約60%となる専門店約100店舗の大規模リニューアルを開始し、同年4月20日に新規30店、移転8店、改装50店の計88店舗が第1期としてリニューアルオープンし、同年7月12日の第2期には新規7店舗、移転2店舗、改装4店舗の計13店舗をリニューアルオープンした。1階には地域最大となる食物販ゾーン「満福参道」、レストラン街「NARITA美食小町」、2階には14店舗約900席のフードコート「フードフォレスト」が展開する。館内各所には無料の携帯電話充電スポット、大型サイネージモニター（電子看板）を配置し、成田市特別観光大使「うなりくん」を起用した「うなりくん広場」には大型曲面型LEDビジョンを導入するなど施設面も大規模リニューアルを行った。『Narita Glocal Urban Life』をリニューアルコンセプトとし、「日本の玄関都市『成田』を象徴する役割を担う」としている。
成田空港開港時に暫定的な措置で1985年まで航空燃料の土屋燃料中継基地がこの場所にあった。
その跡地に1997年にイオンが再開発に名乗りを上げて現在を形成。

## 沿革
- 2000年（平成12年）3月18日 - イオン成田ショッピングセンター開業[1]。
- 2006年（平成18年）
  - 5月25日 - 北側の平面駐車場の立体駐車場化工事完成。
  - 7月 - イオン成田ショッピングセンターとHUMAXシネマズ8の接続通路の設置工事完成。
  - 9月11日 - リニューアルプレオープン。
  - 9月15日 - スポーツクラブ横の旧立体駐車場部分を店舗の増床に充てる工事が行われ、48の新たな専門店が加わりリニューアルオープン。
- 2007年（平成19年）9月22日 - 名称がイオン成田ショッピングセンターからイオンモール成田に変更される。
- 2011年（平成22年）3月1日 - 「ジャスコ」の名称を「イオン」に統一したことに伴い、店名の「ジャスコイオン成田店」は「イオン成田店」に変更。
- 2012年（平成24年）9月 -  数十の専門店とイオンの一部の売場で閉店、移転、リニューアルが始まる。
  - 10月20日 - 第一弾リニューアルオープン
  - 11月23日 - リニューアル・グランドオープン
- 2019年
  - 4月20日 - 第1期リニューアルオープン。
  - 7月12日 - 第2期リニューアルオープン。核店舗が「イオン成田店」から「イオンスタイル成田」に改称。

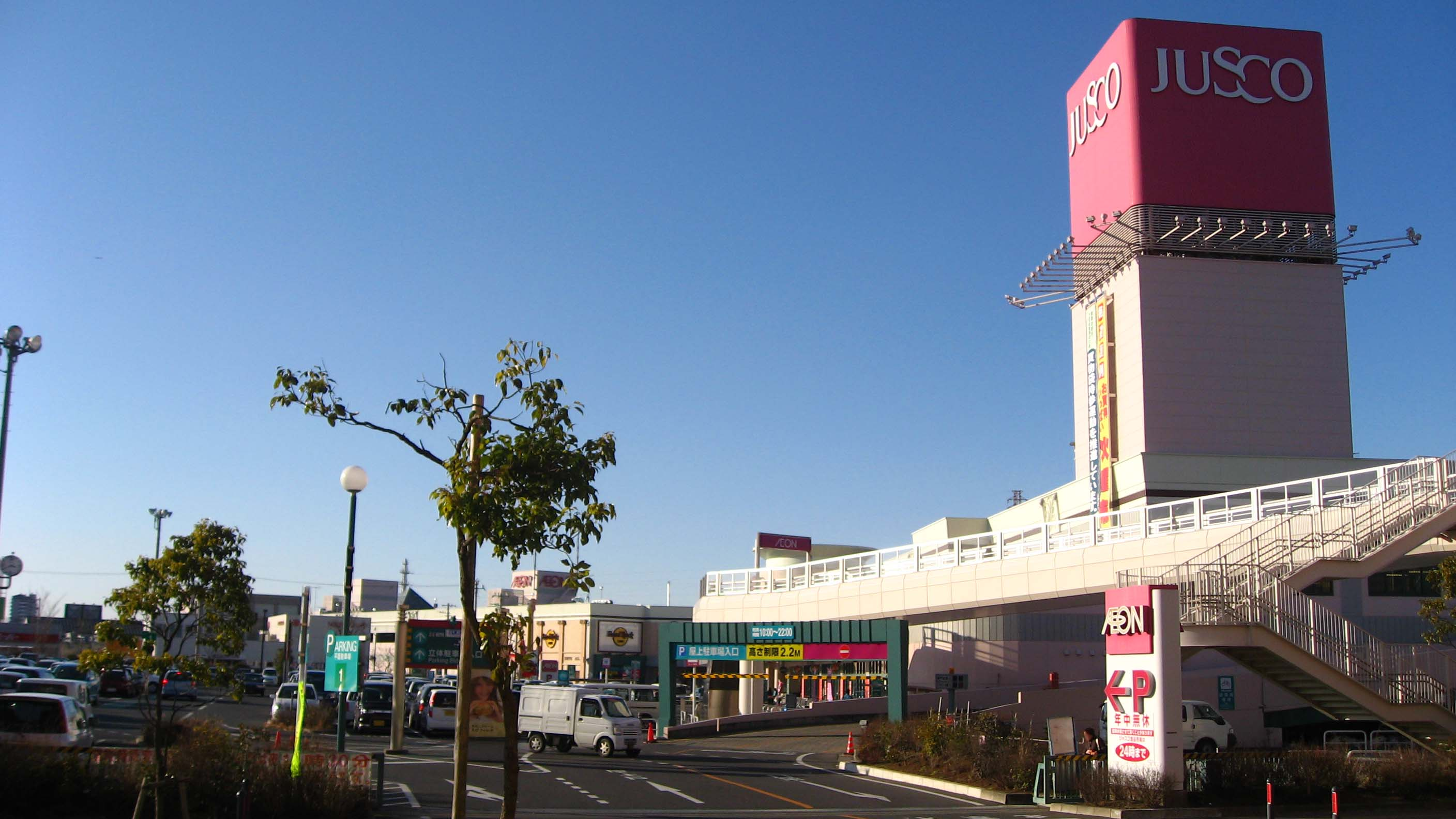
旧ジャスコイオン成田店（現イオン成田店）
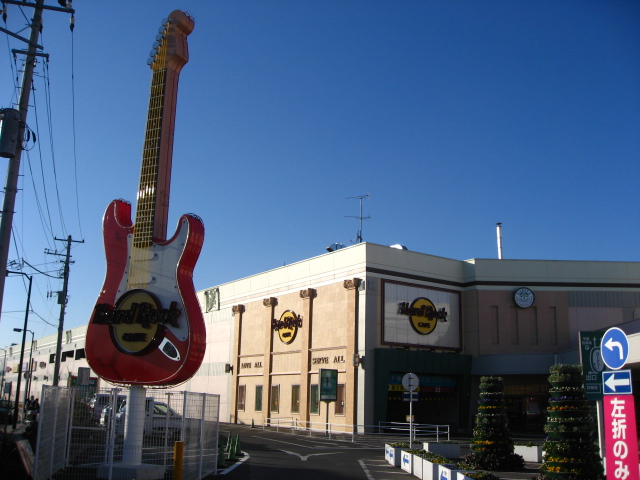
ハードロックカフェ成田店（2012年8月に閉店）
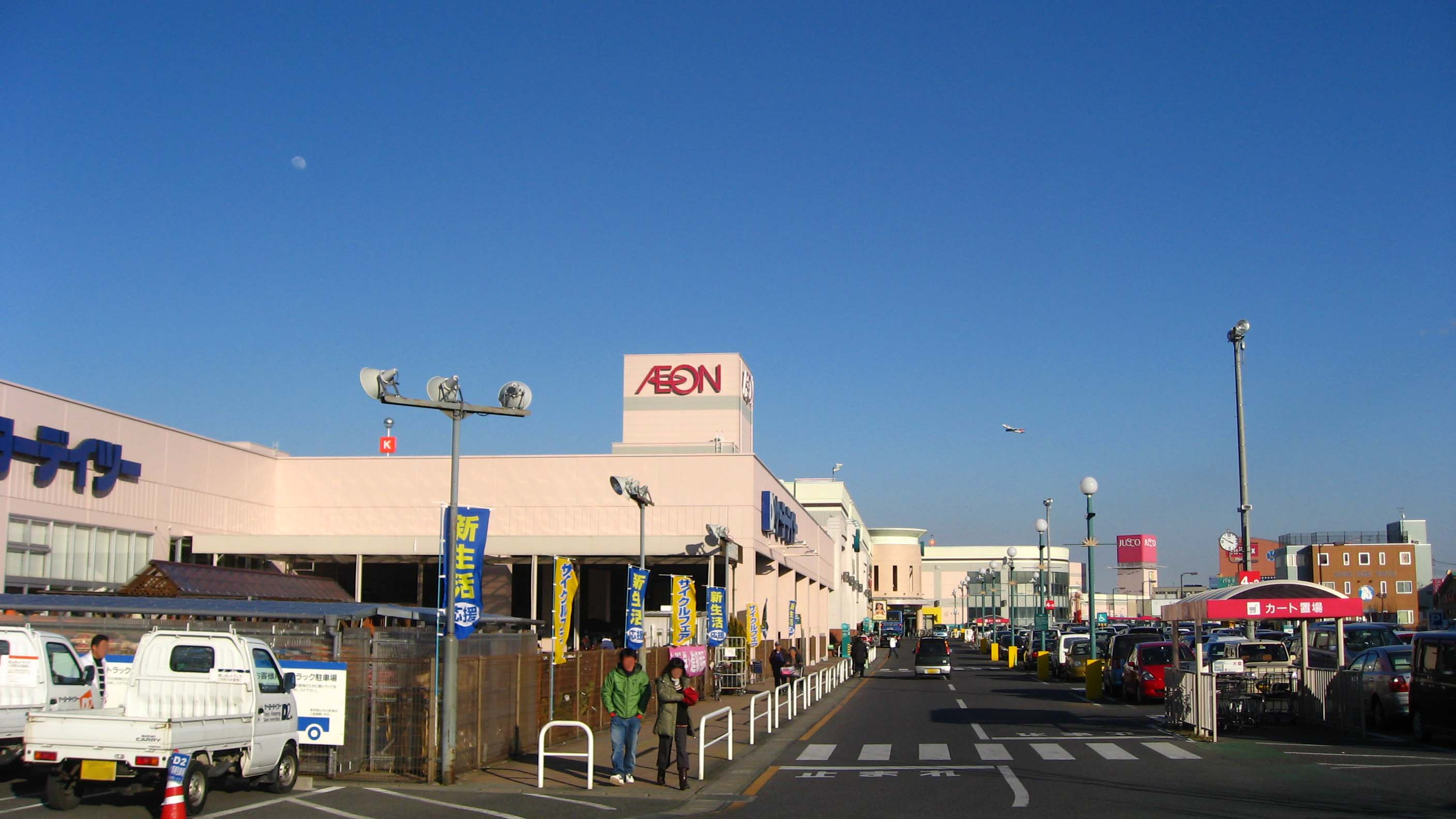
西側から望む（2008年2月18日）

## リニューアル前後の比較
|              | リニューアル前       | 2006年リニューアル後          |
| ------------ | -------------------- | ----------------------------- |
| オープン     | 2000年3月18日        | 2006年9月15日                 |
| 敷地面積     | 135,771 m²           | 135,771 m²                    |
| 商業施設面積 | 65,276 m²            | 71,808 m²                     |
| 店舗数       | JUSCOと120の専門店街 | JUSCO（現ÆON）と180の専門店街 |
| 駐車台数     | 3,500台              | 4,000台                       |

## 建物概要
※2000年オープン当初
- 建物設置者 - イオン興産株式会社
- 敷地面積 - 116,308.23平方メートル
- 建築面積 - 52,136.28平方メートル
- 延床面積 - 97,115.57平方メートル
- 建物構造 - 鉄骨造2階建一部塔屋付
- 駐車台数 - 約3,500台
- 建築設計・施工 - 株式会社福田組
- ディベロッパー投資額 - 約150億円

（ハートビル法適用店舗）

## 商圏
- 1次商圏 （自動車で約10分圏 17,000世帯 48,000人 ）
- 2次商圏 （自動車で約20分圏 22,000世帯 62,000人 ）
- 3次商圏 （自動車で約30分圏 55,000世帯 178,000人 ）
- 影響圏 （自動車で約40分圏 82,000世帯 265,000人 ）

- 計 176,000世帯 553,000人

## 主なテナント
核テナントはイオン成田店である。出店している専門店全店の一覧・詳細情報は公式サイト「ショップリスト」を参照。

## 営業時間
店舗により異なるが基本は21時まで。最新の営業時間の詳細は公式サイト「営業時間・サービス案内」を参照。

## アクセス
鉄道

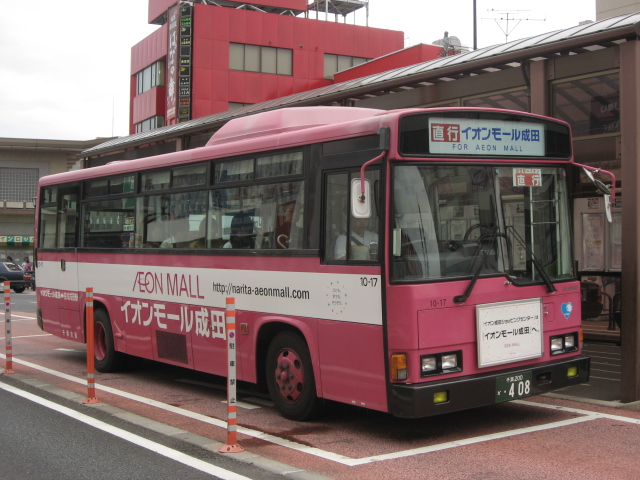
直通バス（京成成田駅西口）

- JR東日本 成田駅・京成電鉄 京成成田駅から徒歩約28分（2019年7月現在、Googleマップ参考）

自動車
- 東関東自動車道 成田ICから約10分。また、国道51号、国道408号からもアクセス可能。

バス
- 京成成田駅西口から京成バス千葉イーストの直通バスで約10分。
- 富里市方面からの路線や安食駅方面からの路線（安食台・酒直台・竜角寺台経由、土曜日・休日のみ運行）。
- 成田空港周辺ホテルとの巡回バスも運行されている。

## その他
- 北総線を成田空港駅まで直結させる京成成田空港線が2010年に完成し、東日本旅客鉄道（JR東日本）成田線の空港支線とともにイオンモール成田の北側に線路が通っている。
- 国道51号沿いの成田市東町（京成線のガード横、成田駅から徒歩約10分）には、2006年8月31日まで当モール内の「ジャスコイオン成田店」とは別に「ジャスコ成田店」店舗面積14,297m²が存在しており、閉店・解体された後、2015年11月19日、同じ敷地にイオンタウン成田富里として新築・開店している。